# Bezkov
Bezkov (en allemand : Veskov) est une commune du district de Znojmo, dans la région de Moravie-du-Sud, en République tchèque. Sa population s'élevait à 212 habitants en 2020.

## Géographie
Bezkov se trouve à 8 km à l'ouest-nord-ouest du centre de Znojmo, à 60 km au sud-ouest de Brno et à 174 km au sud-est de Prague.
La commune est limitée par Milíčovice au nord, par Citonice et Mašovice à l'est, par Podmolí au sud, et par Lukov et Horní Břečkov à l'ouest.

## Histoire
La commune a officiellement reçu le nom de Bezkov par une décision du ministère de l'Intérieur du 17 novembre 1924.

## Transports
Par la route, Bezkov se trouve à 9,7 km de Znojmo, à 77 km de Brno et à 203 km de Prague.